# Europamästerskapen i short track 2023
Europamästerskapen i short track 2023 arrangerades mellan den 13 och 15 januari 2023 i Hala Olivia i Gdańsk i Polen. Det var den 26:e upplagan av Europamästerskapen i short track.

## Medaljörer

### Herrar
| Gren                | Guld                                                                        | Guld     | Silver                                                                                  | Silver   | Brons                                                               | Brons    |
| 500 meter           | Pietro Sighel Italien                                                       | 41,514   | Jens van 't Wout Nederländerna                                                          | 41,631   | Reinis Bērziņš Lettland                                             | 41,915   |
| 1 000 meter         | Stijn Desmet Belgien                                                        | 1.27,652 | Jens van 't Wout Nederländerna                                                          | 1.27,785 | Furkan Akar Turkiet                                                 | 1.34,780 |
| 1 500 meter         | Jens van 't Wout Nederländerna                                              | 2.19,858 | Stijn Desmet Belgien                                                                    | 2.19,876 | Friso Emons Nederländerna                                           | 2.19,977 |
| 5 000 meter stafett | Nederländerna Itzhak de Laat Friso Emons Jens van 't Wout Melle van 't Wout | 7.19,783 | Italien Mattia Antonioli Tommaso Dotti Thomas Nadalini Pietro Sighel Luca Spechenhauser | 7.24,210 | Polen Paweł Adamski Łukasz Kuczyński Michał Niewiński Diané Sellier | 7.27,891 |

### Damer
| Gren                | Guld                                                                                               | Guld     | Silver                                                                  | Silver   | Brons                                                                                         | Brons    |
| 500 meter           | Suzanne Schulting Nederländerna                                                                    | 43,825   | Natalia Maliszewska Polen                                               | 43,938   | Arianna Valcepina Italien                                                                     | 44,011   |
| 1 000 meter         | Hanne Desmet Belgien                                                                               | 1.32,443 | Suzanne Schulting Nederländerna                                         | 1.32,514 | Petra Jaszapati Ungern                                                                        | 1.32,640 |
| 1 500 meter         | Suzanne Schulting Nederländerna                                                                    | 2.32,756 | Hanne Desmet Belgien                                                    | 2.32,781 | Anna Seidel Tyskland                                                                          | 2.32,884 |
| 3 000 meter stafett | Nederländerna Selma Poutsma Suzanne Schulting Yara van Kerkhof Xandra Velzeboer Michelle Velzeboer | 4.13,118 | Ungern Sára Bácskai Petra Jászapáti Zsófia Kónya Rebeka Sziliczei-Német | 4.13,355 | Italien Elisa Confortola Gloria Ioriatti Arianna Sighel Arianna Valcepina Nicole Botter Gomez | 4.13,407 |

### Mixat
| Gren                | Guld | Guld     | Silver                                                                                           | Silver   | Brons | Brons    |
| 2 000 meter stafett | Nederländerna Itzhak de Laat Suzanne Schulting Jens van 't Wout Xandra Velzeboer Selma Poutsma Melle van 't Wout | 2.43,870 | Belgien Tineke den Dulk Hanne Desmet Stijn Desmet Ward Pétré Alexandra Danneel Adriaan Dewagtere | 2.43,920 | Italien Thomas Nadalini Arianna Sighel Pietro Sighel Arianna Valcepina Elisa Confortola Luca Spechenhauser | 2.44,117 |

## Medaljtabell
*   Värdland ( Polen)
| Nr                  | Nation              | Guld | Silver | Brons | Totalt |
| ------------------- | ------------------- | ---- | ------ | ----- | ------ |
| 1                   | Nederländerna       | 6    | 3      | 1     | 10     |
| 2                   | Belgien             | 2    | 3      | 0     | 5      |
| 3                   | Italien             | 1    | 1      | 3     | 5      |
| 4                   | Polen*              | 0    | 1      | 1     | 2      |
| 4                   | Ungern              | 0    | 1      | 1     | 2      |
| 6                   | Lettland            | 0    | 0      | 1     | 1      |
| 6                   | Turkiet             | 0    | 0      | 1     | 1      |
| 6                   | Tyskland            | 0    | 0      | 1     | 1      |
| Totalt (8 nationer) | Totalt (8 nationer) | 9    | 9      | 9     | 27     |

## Deltagande nationer
- Belgien
- Bosnien och Hercegovina
- Bulgarien
- Frankrike
- Irland
- Italien
- Kroatien
- Lettland
- Litauen
- Luxemburg
- Nederländerna
- Norge
- Polen
- Schweiz
- Serbien
- Slovakien
- Slovenien
- Storbritannien
- Sverige
- Tjeckien
- Turkiet
- Tyskland
- Ukraina
- Ungern
- Österrike